# Deborah Kimmett
Deborah Kimmett est une écrivaine et comédienne canadienne.
Originaire de Napanee, Ontario, elle était membre de The Second City's Toronto cast dans les années 1980, et a apparu comme une actrice de théâtre dans les productions Norm Foster's Windfall, Lawrence Jeffery's Precipice et Don Ferguson's Skin Deep. Elle a écrit après plusieurs rôles, dont Broken Record, Last Respects et Miracle Mother, et dans le e-woman shows inclus Dorothy Lawton: Unplugged, Overboard and North of Normal.